# Gävle Energi
Gävle Energi Aktiebolag är ett 100 % kommunalägt energibolag i Gävle kommun som grundades 1892, då under namnet Gefle Elektriska Belysningsaktuebolag. Bolaget sköter drift och underhåll av kommunens elnät (70-kV, 10-kV och 0,4-kV) om cirka 50 000 abonnenter som utgör ett så kallat naturligt monopol, men har även flera andra verksamheter som exempelvis elmarknad, elproduktion, fjärrvärme, fjärrkyla och bredband via fiber.